# Trémilly
Trémilly é uma comuna francesa na região administrativa de Grande Leste, no departamento de Haute-Marne. Estende-se por uma área de 28,53 km². Em 2010 a comuna tinha 159 habitantes (densidade: 5,6 hab./km²).